# Нгараард

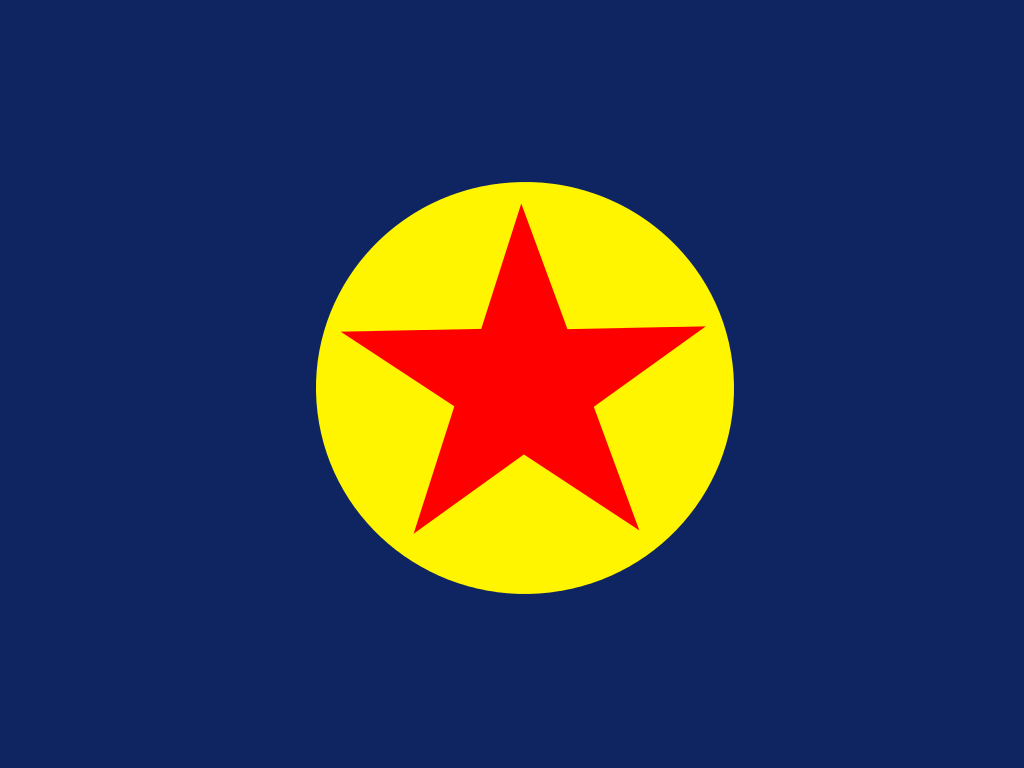
Предыдущий флаг Нгараарда

Нгараард — один из 16 штатов Республики Палау, и первоначально назывался Керрадель.

## История
Историю Нгараарда можно разделить на четыре эпохи, соответствующие господству Испании, Германии и Японии вплоть до Второй мировой войны.
Нгараард недавно сменил свой флаг. Он состоит из золотисто-желтой звезды на поле глубокого небесно-голубого цвета. Позади звезды проходит красная полоса от нижнего левого угла до верхнего правого угла флага. Звезда символизирует единство штата Нгараард, а пять пальцев звезды обозначают пять округов или деревень Нгараарда. Полоса флага показывает, что штат владеет как восточным, так и западным побережьем северного Бабельдаоба и стремится к успеху. Синий фон символизирует синеву неба и океана, окружающих штат Нгараард.

### Испанская колонизация
В испанскую эпоху между 16 веком и 1899 годом священник по имени отец Луис жил в Элабе, преподавая христианство. Однако жители Нгараарда не приняли христианство, поэтому он отправился в Мелекекок к вождю Реклаю, но там его тоже никто не принял, поэтому он уехал в Нгчесар. По пути в Нгчесар он заблудился и заболел. Вождь Реклай услышал об отце Луисе, поэтому послал людей на его поиски. Они нашли отца Луиса очень больным, и мелекеокийцы ухаживали за ним до самой его смерти. Он был похоронен крест-накрест, в отличие от всех остальных на кладбище Удес.

### Владение немцами
В немецкую эпоху немцы приняли законы, согласно которым жители Палау должны работать над выращиванием различных растений, а те, кто отказывается, будут отправлены в Нгебукед для тюремного заключения. Это одна из причин, объясняющих большое количество кокосовых орехов на Палау. Немцы также объявили вне закона брак и любую религию, кроме католицизма. Некоторые жители Нгараарда переехали в Ангаур, чтобы работать на фосфатных рудниках. Позже врачи из Ангаура отправились в Нгебукед из-за вспышки проказы, отправив больных в Мелекекок для исцеления. Вспышка проказы привела к гибели многих жителей Палау.

### Владение японцами
В японскую эпоху в Улиманге, Нгараард, существовала японская школа, предлагавшая начальное образование для первого, второго и третьего классов. Ученики школы были из Нгардмау, Нгархелонга, Каянгела и Нгараарда. Каждое утро у студентов было собрание, и они кланялись японцам в знак своего уважения и верности японскому императору. Ученики, уличенные в незнании своих уроков, будут наказаны тем, что будут стоять на улице весь день, пялясь на солнце, или будут вынуждены часами носить ведра с водой вверх и вниз по лестнице.
В Нгараарде было два магазина, в первом продавались сладости и материалы для одежды. В магазине Нанбоеки покупали кокосы со всех островов. Люди, у которых не хватало денег, могли обменять кокосы на одежду. Многие жители Нгараарда отправились работать в Ангаур на добычу фосфатов; другие отправились в Нгардмау на бокситы, а некоторые пошли работать в Нанбоеки. В Короре также были испанские священники, которые путешествовали по островам, распространяя христианство. Когда на Палау началась Первая мировая война, люди из Нгерчелонга и Пелелиу прибыли в Нгараард, где Таро Мацуда, младший брат Мадерангебукеда, нашел семьи, которые приютили их.

#### Вторая мировая война
Когда началась Вторая мировая война, большинство людей бежали в джунгли Нгебукеда. Людям, желающим отправиться на участок таро или порыбачить, требовалось разрешение японских солдат. Когда они заканчивали работу на участке таро или рыбалку, им приходилось отчитываться перед японскими солдатами, сообщая им, что они закончили. Когда начались американские атаки, люди из Нгараарда были в ужасе, потому что никто раньше не видел самолетов. Они называли их «большая огненная птица» (Меклу эль киуед эль нгарнгии нгау эль туобед а нгерел). В то время не хватало еды, потому что японцы продолжали отбирать еду у жителей Палау. Жители Нгараарда ушли ночью в поисках еды, потому что американские самолеты не прилетали, но они должны были быть осторожны, потому что, если бы японские солдаты увидели их, они были бы убиты.
Японцам было приказано собрать жителей Палау и убить их. Японские солдаты встретились с вождями Палау, чтобы обсудить, где разместить народ Пелелиу, потому что они планировали сделать Пелелиу своей военной базой. Никто из вождей не хотел давать приют народу Пелелиу. Мадерангебукед вызвался принять народ Пелелиу, поскольку в Нгараарде были большие участки таро и фермы для производства продуктов питания. Вот почему народ нгараард и народ пелелиу связывает особая дружба.
Рядом с Бай ра Нгаруау стоит камень Одесангела, это старое название Пелелиу. Жители Пелелиу, которые были в Нгебукеде во время войны, вырезали памятник Одесангелу Баду. Они вырезали камень в память о том времени, когда вышли из укрытия. На камне высечено «Odesangel Bad, 1945 28/9», показывающее, что жители Пелелиу, Нгебукеда и других, которые прятались в джунглях, вышли из своего укрытия 28 сентября 1945 года.

## География
В Нгараарде тропический климат. Температура колеблется от высокой 83 ° F до низкой 81 ° F. Осадки выпадают с мая по январь, а самые сильные — в июне и июле. Климат сухой с февраля по апрель.
Нгараард расположен недалеко от северной оконечности острова Бабельдаоб, где суша сужается до узкого перешейка, прежде чем расшириться на границе с Нгархелонгом. На юге, вдоль границ с Нгивалем и Нгардмау, на холмах растут густые заросли леса. Вдоль восточного побережья тянутся длинные участки песчаных прибрежных равнин, в то время как на западном побережье есть густая бахрома мангровых зарослей. Современные деревни Нгебукед, Улиманг, Нгесанг и Челаб образуют скопление примерно на полпути с севера на юг, с Чолом и Нгкеклау на северном и южном концах соответственно. Крупнейшими реками являются Десенгонг и Уанг, обе впадают в залив к северо-западу от штата. Другие стоки короткие и крутые. Раэль Кедам разделяет штат, но становится низким перевалом в Нгебукеде.
В Нгараарде есть пять деревень, включая Чолл, Элаб, Нгебукед, Нгкеклау и столицу штата, Улиманг, расположенную на восточном побережье штата. Ранее столицей Нгараарда была деревня Нгебукед, где жил и правил традиционный лидер государства Мадерангебукед. В Нгараарде есть поговорка, ренгуд а докнгей, означающая «все работают вместе, как одно целое духом и сердцем».
Система троп связывает современные деревни с короткими отрезками асфальтированной дороги в Чоле и от Нгебукеда до Улиманга. С 1993 года разрабатываются планы строительства дорожной сети через Нгараард, которая станет частью крупной дороги транс-Бабельдаоб.
В настоящее время большая часть использования земли в Нгараарде ограничивается садами, окружающими современные деревни. Эти огороды перемежаются с агролесом, в состав которого входят кокосовые, бетельнот, плоды хлебного дерева, миндальные деревья и банановые растения. Во многих необитаемых деревнях и вокруг них растут кокосовые пальмы и бетельнаут, а иногда и участки нерегулярно посещаемых садов на болоте таро. За исключением случайных вылазок для охоты на голубей или сбора специальных растений, большая часть внутренних районов Нгараарда активно не используется.

## Демография
По данным переписи 2015 года, население штата составляло 413 человек, а средний возраст — 37,9 лет. Официальными языками государства являются палау и английский.
Население Нгараарда значительно изменилось за эти годы. В июне 1972 года постоянное население составляло 1063 человека. В 1990 году его население составляло 440 человек, а в 1996 году оно сократилось до 360. В 2000 году их число увеличилось до 638.

### Деревни
Населенные деревни штата Нгараард включают следующие (с севера на юг): Чолл, Элаб, Улиманг, Нгебукед и Нгкеклау.
В штате Нгараард есть много важных мест. Существуют традиционные деревенские памятники Элаб, Четоилечан, Дионг эр Нгерчокл, Бай ра Нгаруау, Челсел а Белуу эр Нгебукед, Дионг эра Имедууранг, Улиманг. Говорят, что Улиманг — дитя бога Чуаба. Другие важные места включают: Head Start, начальную школу и среднюю школу Бетании, больницу, Бай ра Рубак, государственный офис Нгараарда в Короре, Бем Йор и магазины.
Образ жизни Нгараарда сильно изменился из-за внедрения современных технологий, включая компьютеры, телефоны, электричество и телевизоры. Из-за строительства дорог большинство людей в штате теперь используют для передвижения автомобили, а не лодки. Однако лодки по-прежнему используются для рыбной ловли.

## Политическая система
Нгараард имеет свою собственную конституцию, принятую в 1981 году. Правительство штата было создано в 1982 году. В штате Нгараард с населением менее 450 человек избирается глава исполнительной власти, губернатор. В штате также есть законодательный орган, избираемый каждые четыре года. Население штата выбирает одного из членов Палаты делегатов Палау.

## Культурное происхождение и организация
В Нгараарде насчитывается более двух десятков традиционных деревенских памятников. Эти традиционные деревни представляют собой важные символы, придающие идентичность семьям, кланам и регионам. В деревнях есть множество каменных памятников, имеющих историческое и традиционное значение. Многие каменные платформы, одесгонел, служат клановыми кладбищами, а другие каменные сооружения служат святилищами. Лагуна является важным ресурсным районом и, вероятно, интенсивно эксплуатировалась в доисторические времена. Между лагуной восточного побережья и лагуной западного побережья существуют глубокие различия, и стратегическое положение Нгараарда было бы идеальным для того, чтобы в полной мере воспользоваться этими ресурсами. Рядом с традиционными деревнями находятся сады на болоте таро, а вокруг большинства деревень расположены садовые участки и террасные склоны холмов.
Говорят, что народ Нгебукед был родом из Ангаура и жил на горе под названием Роисбукед. Когда Ройсбукед стал перенаселен, а земли для выращивания сельскохозяйственных культур или производства продуктов питания было мало, люди из Ангаура начали искать другой остров для проживания. Покинув Ройсбукед, они переехали в Пелелиу, который называется Нгерчол. Когда Нгерчол больше не мог вмещать людей, они перебрались в Бабельдаоб, приземлившись в месте между Мелекеком и Нгараардом. После приземления они направились в сторону Нгиваля, но жители Нгиваля были неприветливы, поэтому они переехали в Нгараард в Нгетелуанге.
Нгебукед был разделен на две части: бита-эль-кед ма бита-эль-кед. Главой одной секции был Кераи, а в другой — пожилая женщина по имени Ромеи. Когда Ромеи не могла выполнять все обязанности вождя, она попросила Ойсеуанг, другую пожилую женщину, править. Два брата из Нгеруангела проплывали мимо и увидели дым, поднимающийся в Нгебукеде, поэтому они остановились, чтобы пополнить припасы. Старшему брату понравилось то, что он увидел в Нгебукеде, и он решил остаться; младший брат путешествовал по другим районам Бабельдаоба. Младший брат оказался в Мелекеке и стал вождем Мелекека, а старший брат остался в Нгебукеде.
Ойсеуанг состарилась и не могла выполнять свои основные обязанности, поэтому она искала человека, способного выполнять работу начальника. Она навестила человека, которого считала компетентным, и спросила, станет ли он вождем, на что он спросил, можно ли назвать его Мэдом. Вождь Мэд объединил две части в одну деревню Нгебукед, и так он стал Мэд ра Нгебукедом. Керай оставался старостой деревни, что означает, что при подаче пищи он по-прежнему получал порцию, соответствующую первому титулу, но тот, кто обладает властью над Нгебукеддом, подвергается наказанию. Таким образом, порядок следования основных титулов таков, что первый титул называется Maderangebuked, второй титул — Kerai, а третий — Techur. У Текура были члены клана из Нгоора, Айраи и Нгерчелонга. Следовательно, если член клана из Ангаура примет титул, то его будут звать Техуррулак, если член клана из Нгерчелонга примет титул, его будут звать Техурчелонг, а если он из Айраи, его будут звать Техуррулак.

## Экономика
Нгараард обладает множеством природных ресурсов, в основном лесами и водой. Ландшафт в основном состоит из горных лесов, песчаных пляжей на Десбедалле и мангровых зарослей на стороне Кейукель. На земле Нгараарда обитает множество живых существ, в том числе фруктовые летучие мыши, голуби, скворцы, свиньи, мангровые крабы, сухопутные крабы, конусообразные ракушки (речиил), креветки в ручье, полосатые змеи (менгернгер), водные змеи (кемайиры), собаки и кошки. Существует также множество разновидностей насекомых, включая комаров, ос, пчел, кердарда и многих других.
Одна из известных культур Нгараарда — таро, и ее рецепт, в котором используются листья таро, кокосовое молоко и сухопутный краб, называется демок. Вот некоторые другие культуры Нгараарда: болотная капуста (кангкум), тапиока (диоканг), батат (чемутии), гигантское болотное таро (брак), банан, каламондин (кингканг), плоды хлебного дерева, исаоль, дерево амра (титимель), растение Евгения (чедебсачель), восковое яблоко (реботель), бетель и перец лист (кебуи). В Нгараарде богатая почва и много сельскохозяйственных культур, но всего несколько овощей.

## Образование
В Министерстве образования работают государственные школы.
Начальная школа Нгараард была основана после Второй мировой войны, примерно в 1947 году, в здании школы, открытом во время правления японского мандата на Южные моря. Помимо Нгараарда, он обслуживал Каянгел, Нгархелонг и Нгивал.
Средняя школа Палау в Короре — единственная государственная средняя школа в стране, поэтому туда ходят дети из этого сообщества.